# He Makes Me Feel Like Dancin'
Pour plus de détails, voir Fiche technique et Distribution.
He Makes Me Feel Like Dancin’ est un film documentaire américain d'Emile Ardolino sorti en 1983.
Il a obtenu l'Oscar du meilleur film documentaire en 1984.

## Synopsis
Le documentaire montre Jacques d'Amboise (1934-2021) en train d'enseigner la danse à New York.

## Fiche technique
- Titre : He Makes Me Feel Like Dancin’
- Réalisation : Emile Ardolino
- Photographie : Francis Kenny, Don Lenzer, John Lindley, James McCalmont, Phil Parmet, Scott Sorenson, Carl Teitelbaum
- Son : John Dildine, Bruce Litecky, Danny Michael, Peter Miller, Nigel Noble, Carol Plantholt
- Montage : Charlotte Grossman, Thomas Haneke
- Production : Emile Ardolino ; Judy Kinberg (coproduction)
- Société de production : Palomar Pictures
- Société de distribution : NBC
- Pays :  États-Unis
- Langue : anglais
- Format : couleur - 35 mm - 1,33:1 - son mono
- Genre : documentaire musical
- Durée : 51 minutes
- Dates de première diffusion : 
  - États-Unis : novembre 1983

## Distribution
- Jacques d'Amboise : lui-même
- Judy Collins : présentatrice
- Kevin Kline : narrateur

et non-crédités
- George Balanchine
- Janet Eilber
- Peter Gennaro
- Chita Rivera

## Distinctions

### Récompenses
- Oscars 1984 : Meilleur film documentaire
- Primetime Emmy Awards 1984 : Meilleur programme pour enfants

### Nominations
- Daytime Emmy Awards 1984 : Meilleure émission spéciale de divertissement pour enfants

## Production
Le documentaire a été tourné à New York, au Madison Square Garden et au Lincoln Center for the Performing Arts.
Il a été diffusé pour la première fois à la télévision sur NBC dans l'émission Special Treat.